# خروستووو ویلکیه
خروستووو ویلکیه (به لهستانی:  Chrostowo Wielkie) یک روستا در لهستان است که در گمینا چرنگتسه بورووه واقع شده‌است. خروستووو ویلکیه ۲۶۰ نفر جمعیت دارد.